# 2 Pedro 2
2 Pedro 2 es el segundo capítulo de la Segunda Epístola de Pedro del Nuevo Testamento de la Biblia cristiana. Compuesto por Simón Pedro, uno de los primeros Doce Apóstoles de Jesús. Contiene saludos y enseñanzas sobre la llamada de Dios y el testimonio de la gloria de Cristo.

## Texto
- La carta original fue escrita en griego koiné.

### Testigos textuales
Algunos manuscritos antiguos que contienen el texto de este capítulo son:
Griego
- Papiro 72 (siglos III-IV)[3]
- Codex Vaticanus (B o 03; 325-350)
- Codex Sinaiticus (א o 01; 330-360)
- Codex Alexandrinus (A o 02; 400-440)
- Codex Ephraemi Rescriptus (C o 04; c. 450; completo).[4]

latín
- Codex Floriacensis (h; latín antiguo del siglo VI; versículos 1-6 existentes)[5]